# Fuencivil
Fuencivil es una localidad española de la provincia de Burgos, en la comunidad autónoma de Castilla y León. Pertenece al término municipal de Villadiego y se ubica en la comarca de Odra-Pisuerga.

## Datos generales
Fuencivil se sitúa 12 km al nordeste de la capital del municipio, Villadiego, cerca de Los Valcárceres, con acceso desde la BU-601 atravesando Quintanilla de la Presa. En 2024, contaba con 13 habitantes. Junto al pueblo pasa el arroyo de Fuente Castro, afluente del Brullés.

## Situación administrativa
Entidad Local Menor cuya alcaldesa pedánea es Verónica Báscones Gómez.

## Demografía
Evolución de la población
| Gráfica de evolución demográfica de Fuencivil entre 2000 y 2017    |
|                                                                    |
| Población de derecho (2000-2017) según el padrón municipal del INE |

## Historia

### Prehistoria
Atribuible al Neolítico existe un posible monumento tumular en el término de La Boga.

Con cierto grado de precisión se conocen enclaves de habitación que datan del Calcolítico.

De la ocupación humana en Fuencivil en la Edad del Hierro hay un ejemplo notable el Peña Portillo.

### Edad Media
Fuencivil aparece citado en 1074 en la carta de arras del Cid.

En 1192 aparece citado entre las posesiones del monasterio de Santa Cruz de Valcárcer.

De esta época data la desaparecida ermita y necrópolis de San Juan.

### Edad Moderna
Lugar que formaba parte de la Cuadrilla del Condado en el Partido de Villadiego, uno de los catorce que formaban la Intendencia de Burgos. Durante el periodo comprendido entre 1785 y 1833, en el Censo de Floridablanca de 1787, jurisdicción de señorío siendo su titular el duque de Frías; alcalde pedáneo.
Antiguo municipio de Castilla la Vieja en el partido de Villadiego código INE-095047 
En el censo de la matrícula catastral contaba con 17 hogares y 47 vecinos.

## Patrimonio

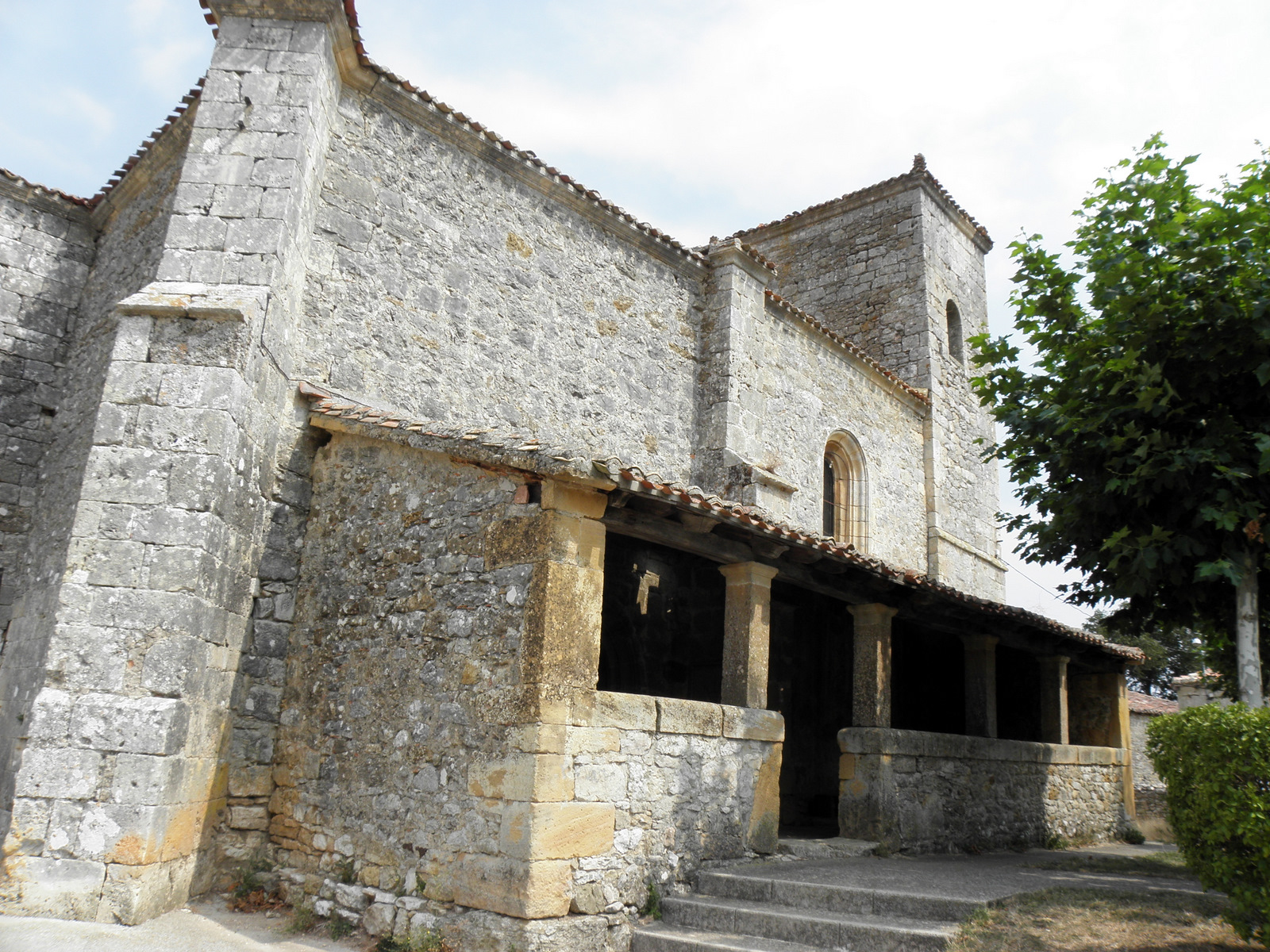
Iglesia de Nuestra Señora de la Natividad.

Iglesia de Nuestra Señora de la NatividadEdificio gótico de transición del siglo XVI de dos naves. Con bóvedas de crucería. Varios contrafuertes en el exterior. Tiene dos troneras para campanas en su parte frontal. Pórtico que protege una portada gótica tardía. Tiene una capilla del siglo XVIII adosada a la torre. Pila bautismal cuya datación se estima a finales del siglo XIII; tiene dos leones estáticos entre otros elementos decorativos.
Espacio Natural Fuentes del BrullésManantiales al pie de las Loras donde nace el río Brullés. El río Brullés nace de una serie de fuentes y manantiales que ven la luz cerca del pequeño pueblo de Fuencivil. Son los manantiales de la Veguecilla, de Tarancón y la fuente del Olmo. Vegetación: Chopos, sauces y álamos.

## Fiestas y Ocio
Fiesta de Nuestra Señora de la Mercedfiestas patronales típicas que se celebran en septiembre.
Lugar de veraneoActualmente es un pueblo con gran auge turístico, sobre todo en verano, cuando la población puede incrementarse notablemente.
Cantina de VivencioFuencivil cuenta con bar propio (cantina de Vivencio), el único en varios kilómetros a la redonda.
Sendero de las LastrasSendero de pequeño recorrido circular. Código oficial: PRC-BU 199. 13,7 km.